# 1630-ті до н. е.

## Правителі
- XV (гіксоська) та XVI (фіванська) династія в Стародавньому Єгипті. Можливо, Абідосська династія.
- Династія Шан в Китаї.